# Темплтонівська премія
Те́мплтонівська пре́мія (англ. Templeton Prize) — щорічна премія Фонду Темплтона. Започаткована в 1972 році. Вручається людині, яка, на думку журі, «зробила визначний внесок у ствердження духовного виміру життя через розуміння, відкриття чи практичні роботи».
Премія названа на честь сера Джона Темплтона (1912—2008), британського підприємця і бізнесмена, посвяченого в лицарі королевою Єлизаветою II у 1987 році за свої філантропічні зусилля. До 2001 року премія мала назву «Темплтонівська премія за успіхи в релігії», у 2002—2008 роках — «Темплтонівська премія за успіхи в дослідженні або відкриття у духовному житті». Зазвичай вручається принцом Філіпом на церемонії в Букінгемському палаці.
Грошова премія встановлена таким чином, щоб перевищувати розмір Нобелівської премії, оскільки Темплтон вважав, що «духовність ігнорується» у Нобелівських преміях. У 2015 році це 1 200 000 £, друга за розміром одинична щорічна грошова премія (після Премії з фундаментальної фізики), що вручається одній людині благодійною організацією. Премія вручається «на основі рішення ряду видатних суддів з різноманітних академічних дисциплін та релігійних традицій». У журі і серед отримувачів премії були індуїсти, християни, євреї, буддисти, мусульмани та атеїсти.
Премію критикували: британський біолог Річард Докінз у своїх книзі «Бог як ілюзія» сказав про цю премію, що її дають «зазвичай науковцю, готовому сказати щось приємне про релігію». Шон Керролл, дослідник департаменту фізики Каліфорнійського технологічного інституту, критикував своїх колег за отримання Темплтонівських ґрантів на дослідження, коли вони не підтримують вірувань Темплтона. Мартінус Велтман, лауреат Нобелівської премії з фізики 1999 року, припустив, що премія «будує місток над прірвою між сенсом і нісенітницею».
Першим лауреатом премії у 1973 році стала Мати Тереза, за шість років до отримання Нобелівської премії миру. Фонд Темплтона відзначив "її надзвичайні зусилля допомогти бездомним та покинутим дітям Калькутти, " роботу, що «надихнула мільйони інших в усьому світі».

## Лауреати
| Рік  | Лауреат                       | Лауреат                     | Примітки | Прим.  |
| ---- | ----------------------------- | --------------------------- | --- | ------ |
| 1973 | Мати Тереза !                 | Мати Тереза                 | Засновниця Ордену Милосердя; лауреат Нобелівської премії миру 1979                                              | [ 18 ] |
| 1974 | Брат Роже !                   | Брат Роже                   | Засновник Спільноти Тезе                                                                                        | [ 19 ] |
| 1975 | Радхакришнан !                | Сарвепаллі Радхакришнан     | Колишній президент Індії, відстоював неагресивні відносини з Пакистаном                                         | [ 19 ] |
| 1976 | Сюненс !                      | Лео Сюненс                  | Піонер Католицького харизматичного руху                                                                         | [ 20 ] |
| 1977 | Любич !                       | К'яра Любич                 | Засновниця руху фоколярів                                                                                       | [ 21 ] |
| 1978 | Торранс !                     | Томас Торранс               | Колишній голова Генеральної асамблеї шотландської церкви                                                        | [ 20 ] |
| 1979 | Niwano !                      | Nikkyō Niwano               | Співзасновник руху Risshō Kōsei Kai                                                                             | [ 20 ] |
| 1980 | —                             | Ральф Венделл Бурго         | Засновник журналу «Zygon: Journal of Religion & Science»                                                        | [ 22 ] |
| 1981 | Сондерс !                     | Сесилія Сондерс             | Засновниця руху госпісної та паліативної допомоги                                                               | [ 23 ] |
| 1982 | Грем !                        | Біллі Грем                  | Євангеліст | [ 24 ] |
| 1983 | Солженіцин !                  | Олександр Солженіцин        | Радянський письменник-дисидент; нобелівський лауреат                                                            | [ 24 ] |
| 1984 | —                             | Майкл Бурдо                 | Засновник Кестонського інституту                                                                                | [ 19 ] |
| 1985 | Гарді !                       | Алістер Гарді               | Засновник дослідного центру Religious Experience Research Centre                                                | [ 25 ] |
| 1986 | —                             | Джеймс Маккорд              | Колишній президент Принстонської теологічної семінарії                                                          | [ 26 ] |
| 1987 | Які !                         | Стенлі Які                  | Бенедиктинський священик; професор астрофізики університету Сетон-Голл                                          | [ 24 ] |
| 1988 | —                             | Інамулла Кхан               | Колишній генеральний секретар Конгресу мусульман сучасного світу                                                | [ 27 ] |
| 1989 | Вайцзекер !                   | Карл Фрідріх фон Вайцзеккер | Фізик і філософ                                                                                                 | [ 20 ] |
| 1989 | —                             | Джордж Маклеод              | Засновник спільноти Іони                                                                                        | [ 28 ] |
| 1990 | —                             | Баба Амте                   | Творець сучасних спільнот для хворих на проказу                                                                 | [ 29 ] |
| 1990 | —                             | Чарльз Бірч                 | Професор-емерит Сіднейського університету                                                                       | [ 30 ] |
| 1991 | Якобовіц !                    | Іммануель Якобовіц          | Колишній головний раввин єврейських конґреґацій Сполучених Штатів                                               | [ 20 ] |
| 1992 | —                             | Кюнг-Чик Хан                | Євангелість і засновник пресвітеріанської церкви Young Nak                                                      | [ 31 ] |
| 1993 | Колсон !                      | Чарльз Колсон               | Засновник Братства в'язнів                                                                                      | [ 19 ] |
| 1994 | Новак !                       | Майкл Новак                 | Філософ і дипломат                                                                                              | [ 19 ] |
| 1995 | Девіс !                       | Пол Девіс                   | Фізик-теоретик                                                                                                  | [ 32 ] |
| 1996 | Брайт !                       | Білл Брайт                  | Засновник християнської організації Campus Crusade for Christ                                                   | [ 33 ] |
| 1997 | Athavale !                    | Pandurang Shastri Athavale  | Соціальний реформатор, філософ, засновник руху Swadhyay Parivar                                                 | [ 33 ] |
| 1998 | —                             | Зиґмунд Штернберґ           | Благодійник, засновник Three Faith Forum                                                                        | [ 19 ] |
| 1999 | Барбур !                      | Ієн Барбур                  | Професор-емерит науки, технології та суспільства, Карлтон-коледж                                                | [ 34 ] |
| 2000 | Дайсон !                      | Фрімен Дайсон               | Професор-емерит Інституту перспективних досліджень (Принстонський університет)                                  | [ 34 ] |
| 2001 | —                             | Артур Пікок                 | Колишній декан Клер-коледжу (Кембриджський університет)                                                         | [ 5 ]  |
| 2002 | Полкінгорн !                  | Джон Полкінгорн             | Фізик і теолог                                                                                                  | [ 19 ] |
| 2003 | Ролстон !                     | Голмс Ролстон III           | Філософ | [ 35 ] |
| 2004 | Елліс !                       | Джордж Елліс                | Космолог і філософ                                                                                              | [ 36 ] |
| 2005 | Файл:Charles Townes Nobel.jpg | Чарлз Гард Таунс            | Фізик, Нобелівський лауреат                                                                                     | [ 18 ] |
| 2006 | —                             | Джон Барроу                 | Космолог і фізик-теоретик                                                                                       | [ 37 ] |
| 2007 | Тейлор !                      | Чарльз Тейлор               | Філософ | [ 14 ] |
| 2008 | Геллер !                      | Міхал Геллер                | Фізик і філософ                                                                                                 | [ 6 ]  |
| 2009 | —                             | Бернар д'Еспанья            | Фізик | [ 7 ]  |
| 2010 | Аяла !                        | Франсиско Хосе Аяла         | Біолог | [ 38 ] |
| 2011 | Ріс !                         | Мартін Ріс                  | Космолог і астрофізик                                                                                           | [ 39 ] |
| 2012 | Тензін !                      | Далай-лама XIV Тензін       | Духовний лідер тибетського буддизму, лауреат Нобелівської премії миру 1989                                      | [ 40 ] |
| 2013 | Туту !                        | Десмонд Туту                | Лауреат Нобелівської премії миру, активіст захисту соціальних прав та колишній архієпископ англіканської церкви | [ 41 ] |
| 2014 | Галік !                       | Томаш Галік                 | Римо-католицький священик, теолог, соціолог                                                                     | [ 42 ] |
| 2015 | Ваньє !                       | Жан Ваньє                   | Католицький теолог, гуманітарій та засновник організацій L'Arche та «Віра і світло»                             | [ 43 ] |